# Anayurt
Anayurt è un villaggio (in turco köy) della Turchia occidentale, facente parte del comune di Şuhut nell'omonimo distretto, nella provincia di Afyonkarahisar. Dista 10 km da Şuhut e 39 km da Afyonkarahisar.